# Julius von Haynau

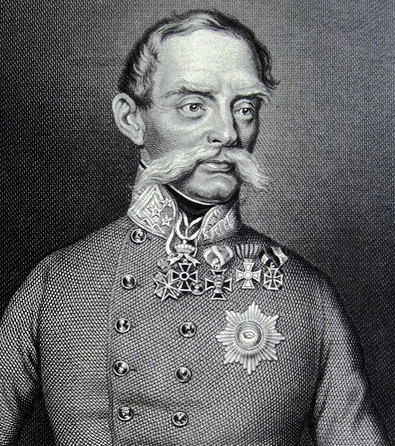
Julius Freiherr von Haynau; Stahlstich von Nordheim, um 1850

Julius Jakob Freiherr von Haynau (* 14. Oktober 1786 in Kassel; † 14. März 1853 in Wien) war ein k. k. Geheimer Rat, Kämmerer, Feldzeugmeister und Inhaber des Infanterieregiments Nr. 59, der in die Liste der immerwährend berühmtesten österreichischen Feldherrn aufgenommen wurde.

## Leben

Wappen der Freiherren von Haynau

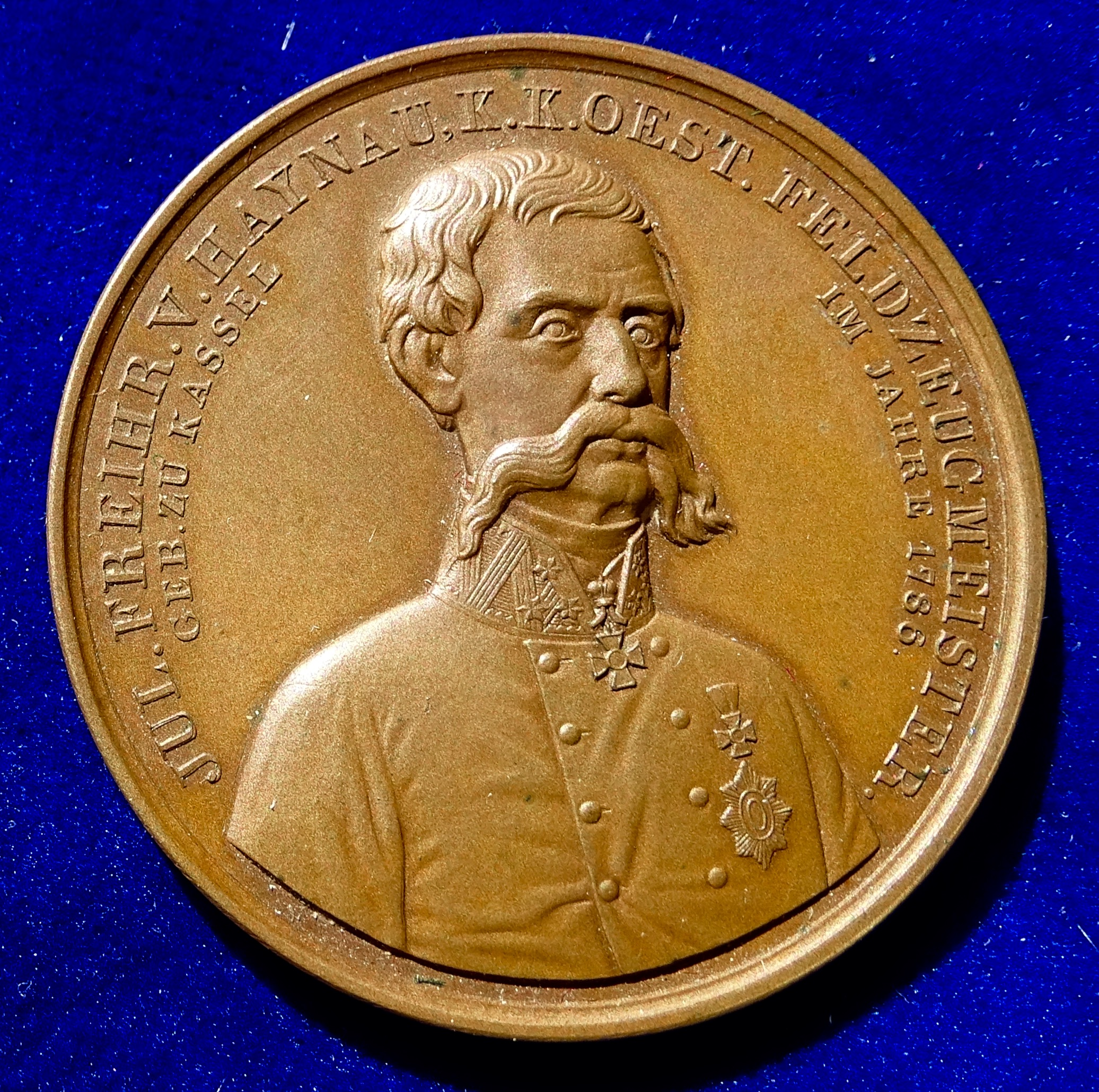
Österreichische Medaille o. J. von Gottfried Drentwett zu Ehren von J. von Haynau 1849, Vorderseite.

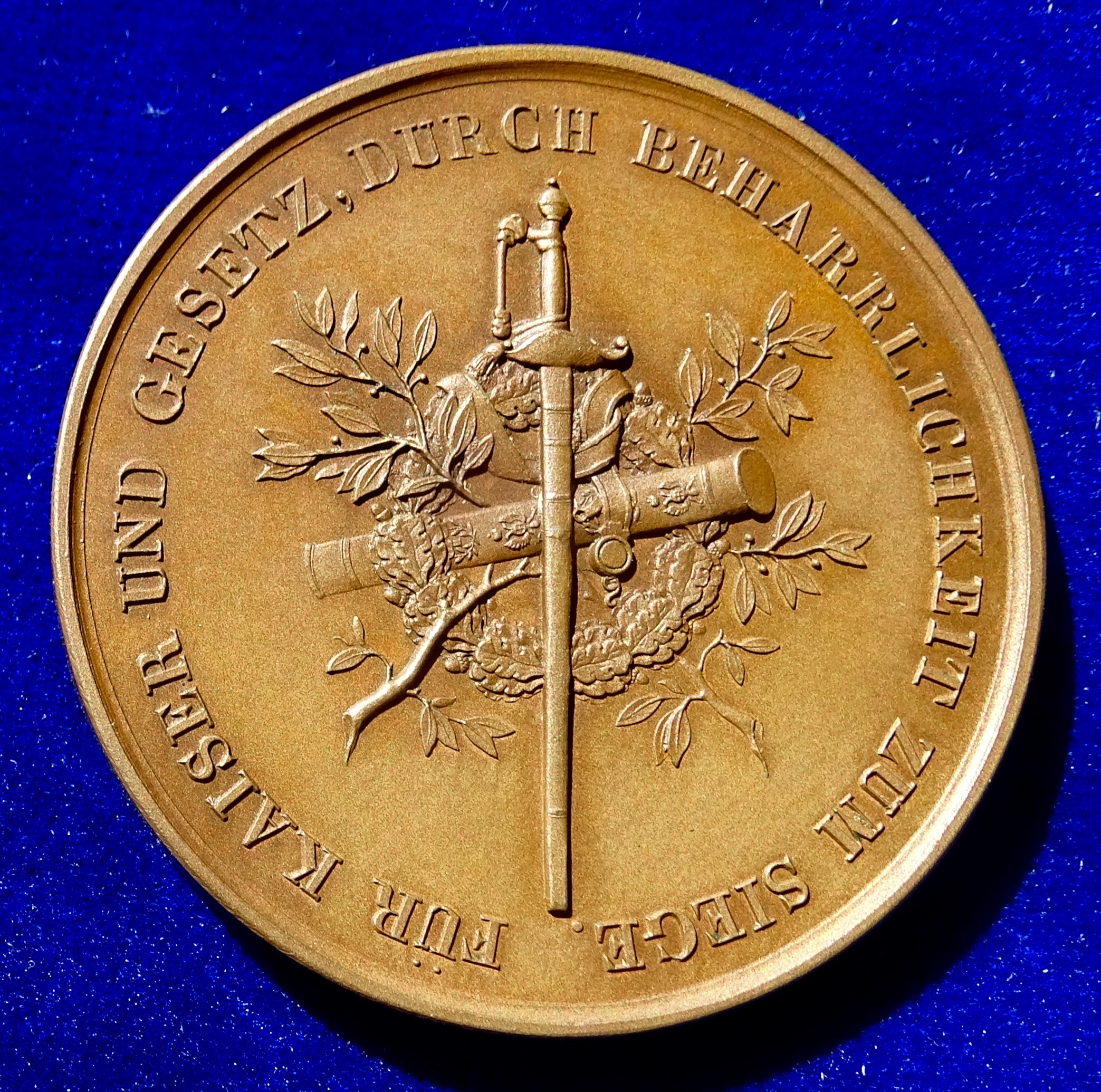
Rückseite dieser Medaille.

Geboren wurde er als Sohn des späteren Kurfürsten Wilhelm I. von Hessen-Kassel und dessen Mätresse Rosa Dorothea Ritter. Er hatte sechs Geschwister; sein Bruder Wilhelm Karl (1779–1856) wurde kurhessischer General. Die Kindheit verbrachte er zusammen mit einigen seiner Geschwister bei seiner auf Schloss Babenhausen verbannten Mutter. Er und seine Geschwister wurden am 10. März 1800 legitimiert und zu Freiherren/Freiinnen von Haynau erhoben.
Im Jahr 1801 trat er in österreichische Dienste und wurde nach dem Feldzug von 1805 zum Hauptmann befördert. Als solcher machte er den Krieg von 1809 und als Major die Kriege von 1813 bis 1815 mit. 1844 als Feldmarschallleutnant und Divisions-Kommandant in Innerösterreich, wurde er 1847 Divisions-Kommandant in Temeschburg, aber bald wegen Unverträglichkeit seines Postens enthoben. 1848 bei Ausbruch der Revolution trat er freiwillig als Oberst wieder in sein Regiment in Italien ein und wurde Kommandant in Verona. Er trug am 25. Juli 1848 durch Entsendung einer Brigade nach Sommacampagna entscheidend zum Sieg der kaiserlichen Armee in der Schlacht von Custozza bei, beschleunigte den Fall von Peschiera del Garda und hielt mit eiserner Strenge in Bergamo, Brescia und Ferrara die Ruhe aufrecht. Ende März 1849 schlug er den Aufstand in Brescia mit brutaler Härte nieder und übernahm darauf das Oberkommando bei der Zernierung Venedigs.

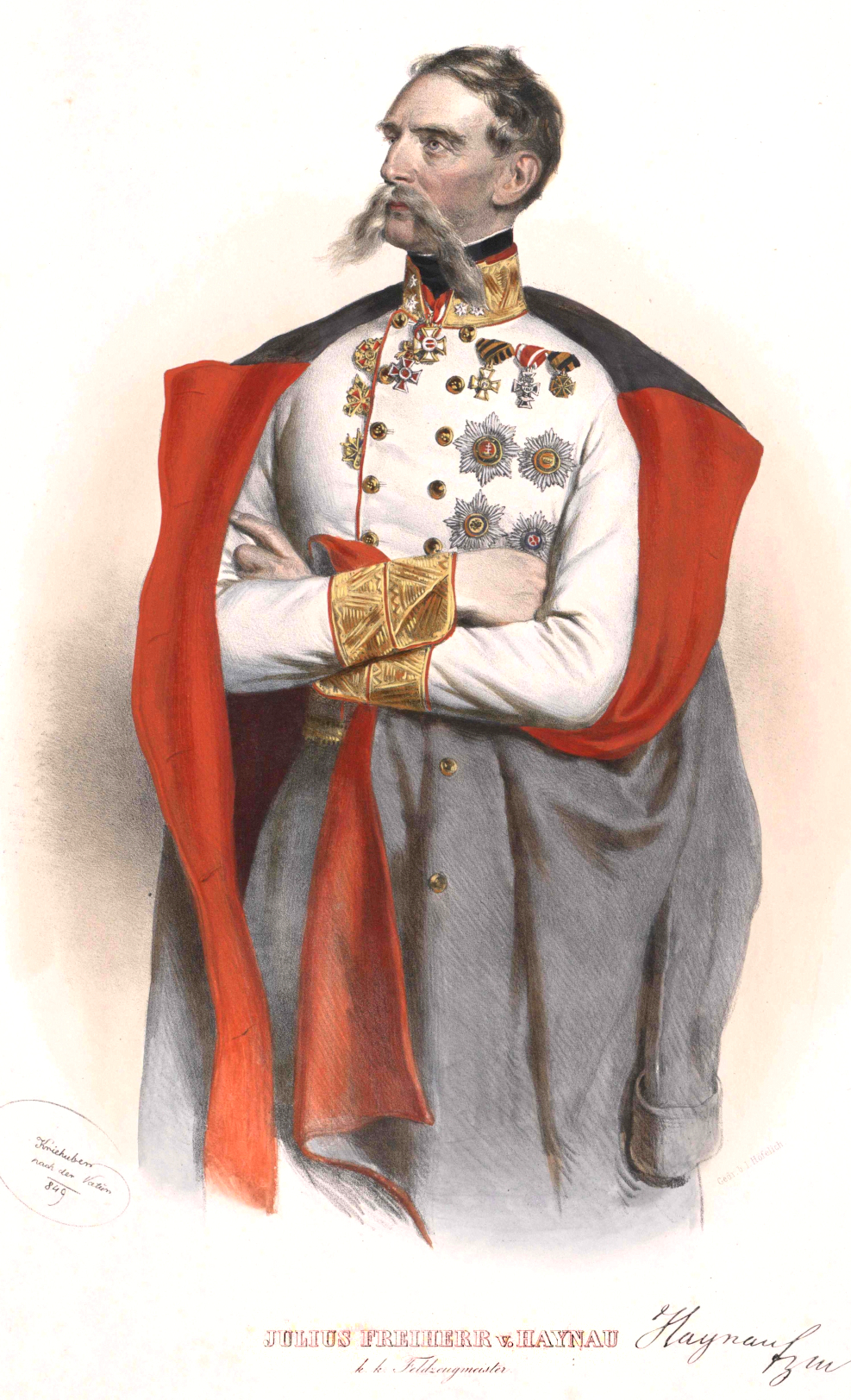
Julius von Haynau; Lithographie von Joseph Kriehuber, 1849

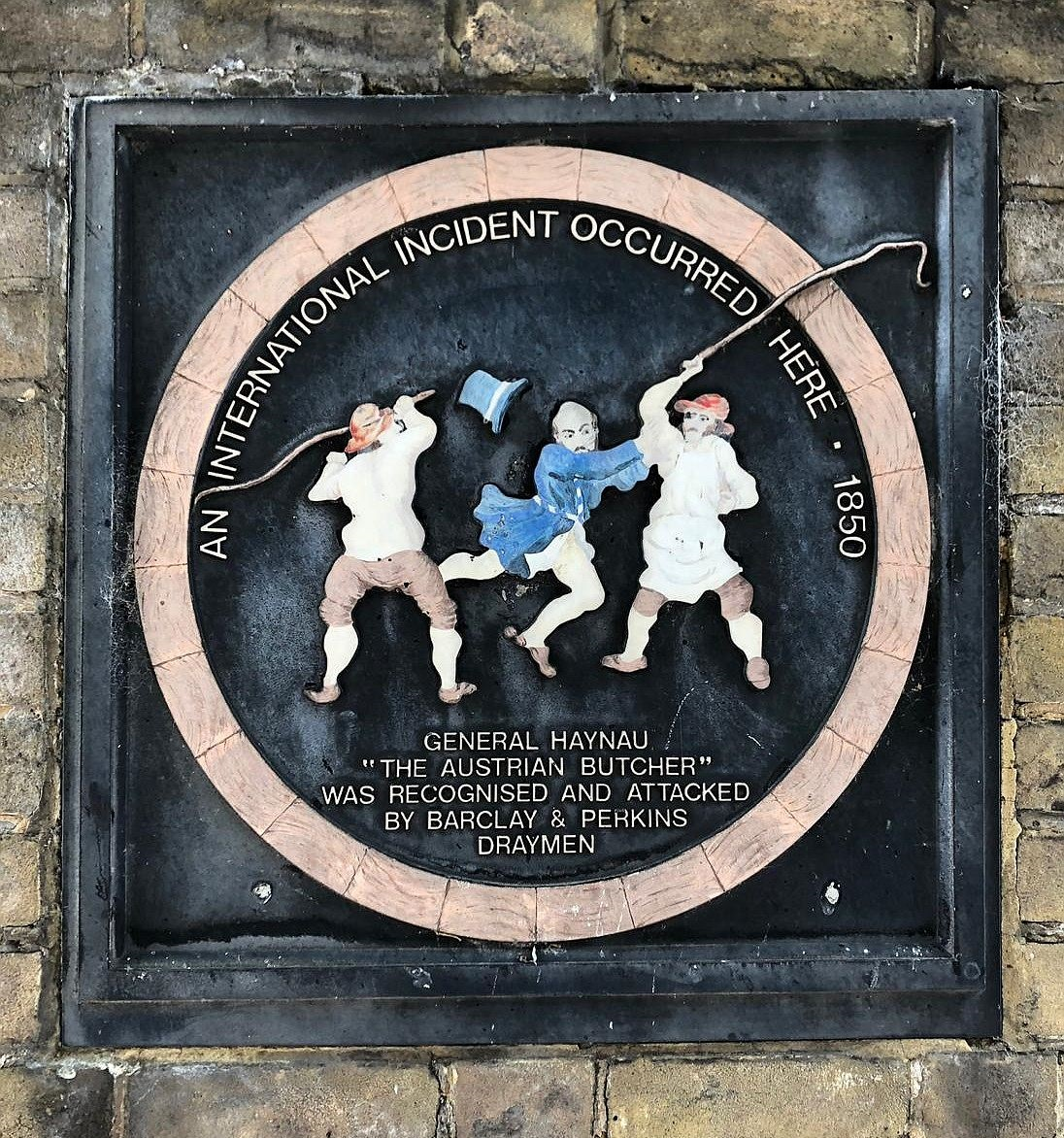
Erinnerungstafel an den tätlichen Angriff, den 1850 zwei Brauereiarbeiter in London auf Haynau unternahmen

Am 22. Mai 1849 traf er in Preßburg ein und übernahm am 1. Juni unter gleichzeitiger Beförderung zum Feldzeugmeister als Nachfolger von Ludwig Freiherr von Welden das Oberkommando in Ungarn mit unbeschränkten Vollmachten. Er wartete Verstärkungen durch die Russen ab und unterdrückte in kürzester Zeit die Revolution in Ungarn. Zunächst versammelte er die kaiserliche Hauptarmee am rechten Ufer der Donau, schlug die ungarischen Angriffe gegen den Waag-Abschnitt in der Schlacht von Pered (21. Juni) zurück und begann seine Gegenoffensive mit der Erstürmung der Festung Raab (28. Juni). Anfang Juli schloss er die Festung Komorn von drei Seiten ein und warf die ungarische Hauptarmee unter Görgey und Klapka am 2. und 11. Juli in der Schlacht bei Ács und nochmalig vor Komorn auf die Festung zurück. Am 19. Juli erreichte sein rechter Heeresflügel die Einnahme von Ofen-Pest und drei Tage später nahm er die Verfolgung der Ungarn zur Theiß auf. Am 5. August schlug er die Ungarn unter Dembinski in der Schlacht von Szőreg und am 9. August entschied sein Sieg bei Temesvár gegen General Bem den Krieg sowie die Aufhebung der Belagerung von Temesvár und von Arad.
Der General bekämpfte entschieden alle Gegner der Monarchie und war daher bei diesen als „Hyäne von Brescia“ oder der „Blutrichter von Arad“ berüchtigt. Auf seinen Befehl wurden am 6. Oktober 1849, trotz zugesichertem freien Geleit, dreizehn ungarische Generale sowie am gleichen Tage in Budapest der erste ungarische Ministerpräsident Lajos Batthyány hingerichtet, worauf er zu einer Hassfigur des aufstrebenden Bürgertums wurde.
Noch im Herbst 1849 wurde er zum Befehlshaber der 3. Armee in Ungarn ernannt, nahm aber wegen Zwistigkeiten mit dem Ministerium 1850 seinen vorzeitigen Abschied. Von Graz aus, wohin er sich zurückgezogen hatte, unternahm er Reisen, wobei er in London und Brüssel angegriffen und misshandelt wurde, was zu diplomatischen Verstimmungen führte.
Haynau starb 1853 in Wien und wurde auf dem St.-Leonhard-Friedhof in Graz beigesetzt. Er war mit Theresia Weber von Treuenfels (1787–1851) verheiratet, die die Tochter des Feldmarschallleutnants Franz Weber von Treuenfels († 1809) war. Sie hatten eine Tochter: Clothilde Freiin von Haynau (1809–1897).

## Auszeichnungen
Der General wurde mit zahlreichen Orden geehrt:
- Komtur des Militär-Maria-Theresien-Ordens, 1849, bestätigt am 26. März 1850
- Großkreuz des königlich ungarischen Sankt Stephans-Ordens
- Orden der Eisernen Krone I. Klasse
- Komturkreuz des Österreichischen Leopold-Ordens
- k. k. Militärverdienstkreuz
- Kaiserlich russischer Orden des Heiligen Andreas des Erstberufenen mit Brillanten
- Kaiserlich russischer Alexander-Newski-Orden
- Russischer Orden der Heiligen Anna III. Klasse
- Russischer Orden des Heiligen Georg III. Klasse
- Kaiserlich russischer Orden vom Weißen Adler
- Großkreuz des Militär-Max-Joseph-Ordens
- Großkreuz des königlich hannoverschen Guelphen-Ordens
- Großkreuz des kurhessischen Hausordens vom Goldenen Löwen
- Ritter des kurhessischen Pour la vertu militaire am 14. März 1814
- Königlich sizilianischer Januariusorden

## Rezeption
Durch die kaiserliche Entschließung von Franz Joseph I. vom 28. Februar 1863 wurde Julius von Haynau in die Liste der „berühmtesten, zur immerwährenden Nacheiferung würdiger Kriegsfürsten und Feldherren Österreichs“ aufgenommen, zu deren Ehren und Andenken auch eine lebensgroße Statue in der Feldherrenhalle des damals neu errichteten k.k. Hofwaffenmuseums (heute: Heeresgeschichtliches Museum Wien) errichtet wurde. Die Statue wurde 1866 vom Bildhauer Vincenz Pilz (1816–1896) aus Carrara-Marmor geschaffen, gewidmet wurde sie von Kaiser Franz Joseph selbst.
Julius von Haynau, der zu Lebzeiten Ehrenbürger von Budapest wurde, entzog man posthum im Jahr 2011 unter der nationalkonservativen Stadtführung die Ehrenbürgerschaft. Bis heute ist er immer noch Ehrenbürger von Wien sowie der Städte Graz, Bratislava, Arad und Sopron.